# تامالپیس ولی (کالیفرنیا)
تامالپیس ولی (به انگلیسی: Tamalpais Valley) یک منطقهٔ مسکونی در ایالات متحده آمریکا است که در شهرستان مارین، کالیفرنیا واقع شده‌است. تامالپیس ولی ۷٬۰۰۰ نفر جمعیت دارد و ۳۳ متر بالاتر از سطح دریا واقع شده‌است.